# 2017–2018-as ciklonszezon az ausztráliai régióban
A 2017–2018-as ciklonszezon az ausztráliai régióban egy meghatározott időtartamú időszak, mely során az Indiai-óceán és a Csendes-óceán déli térségében, a keleti hosszúság 90° és 160° között létrejövő trópusi ciklonok kialakulását tekintik a szezon legfőbb eseményeinek. Az időszak hivatalosan 2017. november elsején kezdődött és 2018. április 30-án ért véget, ugyanakkor trópusi ciklonok kialakulhatnak az év bármely szakaszában, mint ahogyan ez meg is történt az első trópusi depresszió kialakulásával 2017 augusztusában. Bármely olyan trópusi ciklon, amely 2017. július elseje és 2018. június 30-a között alakul ki, hozzáadódik a jelenlegi szezon adataihoz. A szezon alatt kialakuló ciklonokat a szakemberek és a különböző hatóságok folyamatosan megfigyelés alatt tartják a régió öt trópusi ciklon figyelő központjában. Az öt központból hármat az Ausztrál Meteorológiai Intézet működtet, melyek Perth, Darwin és Brisbane városokban találhatóak. A maradék kettő trópusi ciklonokat megfigyelő központ közül az egyiket a pápua új-guineai meteorológiai intézet üzemelteti Port Moresbyben, míg a másikat az indonéz Meteorológiai, Éghajlatkutató, Geofizikai Intézet működteti Jakartában. Az Amerikai Egyesült Államok Joint Typhoon Warning Center és a francia Météo-France Réunion szigetén szintén monitorozza a kialakult trópusi ciklonok tulajdonságait és útját. 

## Ciklonrendszerek

### Cempaka trópusi ciklon
2017. november 22-én a perthi és a jakartai Trópusi Ciklon Figyelmeztető Központ monitorozni kezdte azt a gyenge időjárási rendszert, amely Surabaya városától mintegy 332 kilométernyire, délre kialakult. 2017. november 26-án reggel 06:00 (UTC) magasságában a jakartai központ figyelmeztetést adott ki az ekkor már trópusi depresszióvá erősödött időjárási rendszer miatt. Ezt követően, egy nap múlva figyelmeztetést adtak le a trópusi ciklonokra figyelmeztető rendszeren keresztül. Hét órával később a jakartai központ felminősítette a trópusi depressziót trópusi ciklonná és a Cempaka nevet adta neki. A ciklon nyugatias áramlású szele elért Bali szigetéig és Jáváig. November 30-án a Cempaka veszített erejéből, miközben délnyugati irányba kezdett elmozdulni. A perthi központ legutolsó jelentése a rendszerről 2017. december elsején lett kiadva.
Bár a Cempaka egyik kontinens szárazföldi területét sem érte el, ugyanakkor Jáva és Bali déli felén heves esőzéseket és villámárvizeket okozott, melynek következtében legkevesebb 41 fő életét vesztette és számos otthon és vállalkozás szenvedett károkat.

## Fordítás
Ez a szócikk részben vagy egészben  a(z)   2017–18 Australian region cyclone season című angol Wikipédia-szócikk ezen változatának fordításán alapul.  Az eredeti cikk szerkesztőit annak laptörténete sorolja fel. Ez a jelzés csupán a megfogalmazás eredetét és a szerzői jogokat jelzi, nem szolgál a cikkben szereplő információk forrásmegjelöléseként.